# گمینا موراویتسا
گمینا موراویتسا (به لهستانی:  Gmina Morawica) یک گمینا در لهستان است که در شهرستان کیلتسه واقع شده‌است. گمینا موراویتسا ۱۴۰٫۴۵ کیلومتر مربع مساحت و ۱۳٬۳۸۰ نفر جمعیت دارد.

## خواهرخوانده
شهر هربولزهایم خواهرخواندهٔ گمینا موراویتسا هست.